# Ida Becker
Ida Becker (* 1850 in Rawitsch; † 1917 in Jena) war eine deutsche Theaterschauspielerin.

## Leben
Becker war seit Anfang der 1880er Jahre bühnentätig und kam, nachdem sie sich die nötige Routine erworben hatte, 1886 nach Moskau, wirkte hierauf zwei Jahre am Stadttheater in Danzig, 1889 bis 1892 am Lobetheater in Breslau, 1892 bis 1895 am Berliner Residenztheater, an welches sie nach einjährigem Wirken in Elbing 1897 zurückkehrte. 1898 vertauschte sie dasselbe für ein Jahr mit dem neuen Theater, trat jedoch dann abermals in den Verband des Residenztheaters, wo sie bis mindestens 1902 wirkte. Becker ist dort ins Mutterfach übergegangen. Namentlich im französischen Schwank erzielte die gewandte, routinierte Künstlerin starke Wirkung.
Ihr Lebensweg nach 1902 ist unbekannt.